# Revima
 (février 2024).
Si vous disposez d'ouvrages ou d'articles de référence ou si vous connaissez des sites web de qualité traitant du thème abordé ici, merci de compléter l'article en donnant les références utiles à sa vérifiabilité et en les liant à la section « Notes et références ».
REVIMA est un groupe d'entreprises spécialisées dans l’entretien, la réparation et la révision de groupes auxiliaires de puissance (APU), de trains d’atterrissage, de pièces de moteur et de services associés. Ils sont pas content !

## Historique
Revima est créée en 1952 à la suite du regroupement des sociétés Latham, Breguet et Potez sur le site industriel de Rives-en-Seine (Seine-Maritime).
De 1952 à 1971, au sein du groupe Chargeurs Réunis, elle commence son activité de maintenance par la révision des moteurs à piston tels que ceux des DC-3, DC-4 ou DC-6. Les moteurs jet font leur entrée dans les capacités du site avec l'arrivée du Ghost Orpheus (en) JT15 qui équipe les De Havilland Comet, puis vinrent enfin les turbopropulseurs PT6.
Rachetée en 1972 par le groupe UTA, une nouvelle activité voit le jour avec le développement de capacités de révision pour les trains d'atterrissage pour Airbus, Boeing et McDonnell Douglas, ainsi que pour les groupes de puissance auxiliaires dits APU (Auxiliary power unit).
En 1996, la société est cédée à EADS pour intégrer sa filiale EADS Sogerma, spécialisée dans l'entretien d'avions et de matériel aéronautique.
En 2004, une coentreprise entre EADS et Hamilton Sundstrand spécialisée dans la réparation des APU est créée et dénommée Revima APU, plus tard reprise à 100 % par le Groupe Hamilton Sundstrand. Elle emploie alors 548 personnes.
En 2008, l'activité Trains d'atterrissage est cédée par EADS à Brotonne Capital, elle-même créée et détenue par deux anciens dirigeants. En 2011, Revima APU est à son tour cédée par Hamilton Sundstrand à Brotonne Capital, devenue Revima Group, et Olivier Legrand (dirigeant de Revima APU) rejoint les fondateurs au capital du groupe.
Toutes ces activités restent concentrées sur le site historique de Caudebec-en-Caux, en bord de Seine.
En juin 2017, la société de capital-investissement Argos Soditic prend une participation majoritaire dans Revima Group. Celui-ci compte à cette date 600 salariés pour un chiffre d'affaires de 210 millions d'euros. En 2018, Revima devient la marque unique pour toutes les activités du groupe.
En 2018, la société comptait 750 employés et a réalisé plus de 280 millions d’euros de chiffre d'affaires.
REVIMA acquiert en février 2019 Chromalloy France, implanté à Saint-Ouen-l'Aumône dans le Val-d'Oise, et la start-up Flight Watching basée à Toulouse, spécialisée dans la maintenance prédictive pour anticiper les pannes d’avion.
En avril 2019, Ardian acquiert une participation majoritaire dans Revima auprès d’Argos Wityu. 
Revima ouvre en 2021 une entreprise de révision de trains d'atterrissage en Thaïlande, sur le site de Chonburi, au sud de Bangkok.